# Franck Dumas
Franck Dumas (Bayeux, 9 gennaio 1968) è un allenatore di calcio ed ex calciatore francese, di ruolo difensore.

## Palmarès

### Giocatore

#### Competizioni nazionali
- Campionato francese: 1

Monaco: 1996-1997
- Supercoppa francese: 1

Monaco: 1997

### Allenatore

#### Competizioni nazionali
- Ligue 2: 1

Caen: 2009-2010